# Shandong Airlines
Шаньдунські авіалінії (кит. 山东航空; англ. Shandong Airlines) — авіакомпанія, що базується в Цзінань (провінція Шаньдун, Китай). Це регіональний перевізник, який здійснює місцеві авіарейси, а також регулярні рейси з Цзінань, Ціндао і Яньтай в найбільші міста Китаю.

## Історія
Авіакомпанія була створена 12 березня 1994 року та розпочала роботу у вересні того ж року.
У вересні 1997 року стала засновником альянсу Xinxing (New Star) Aviation Alliance разом з п'ятьма іншими регіональними авіакомпаніями Китаю. Шаньдунські авіалінії належать Air China і володіють 10%-ю часткою в Sichuan Airlines.

## Маршрутна мережа

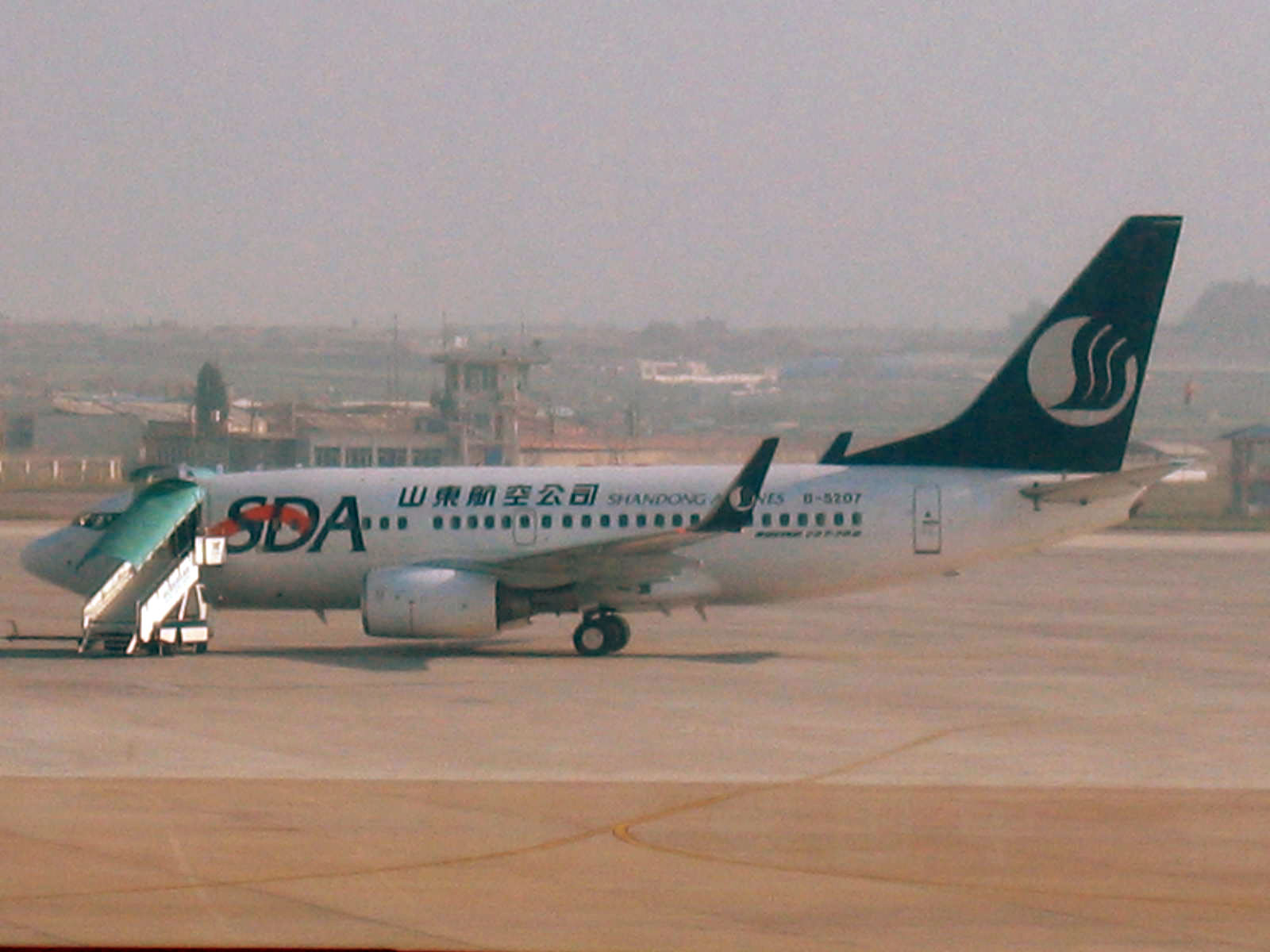
Boeing 737 Shandong Airlines в аеропорту Куньмін

## Флот

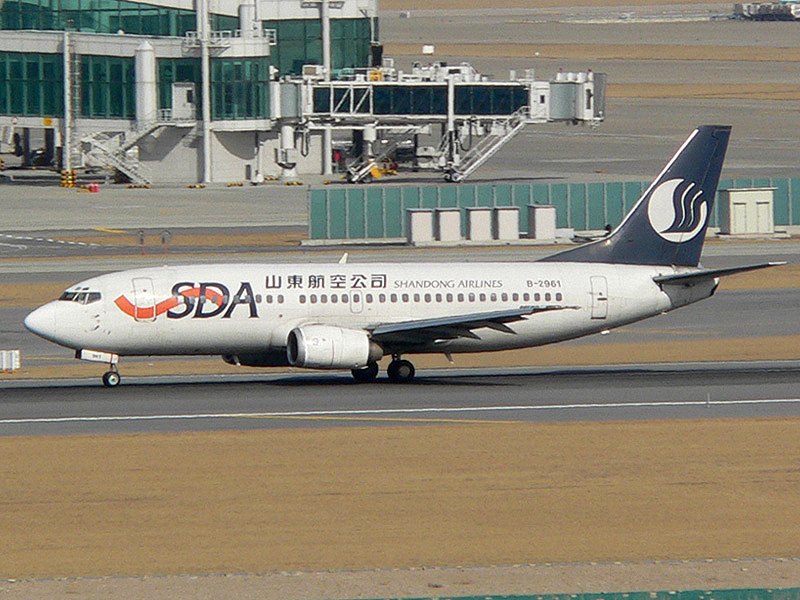
Boeing 737-300 авіакомпанії Shandong Airlines в міжнародному аеропорту "Інчхон" (Сеул)

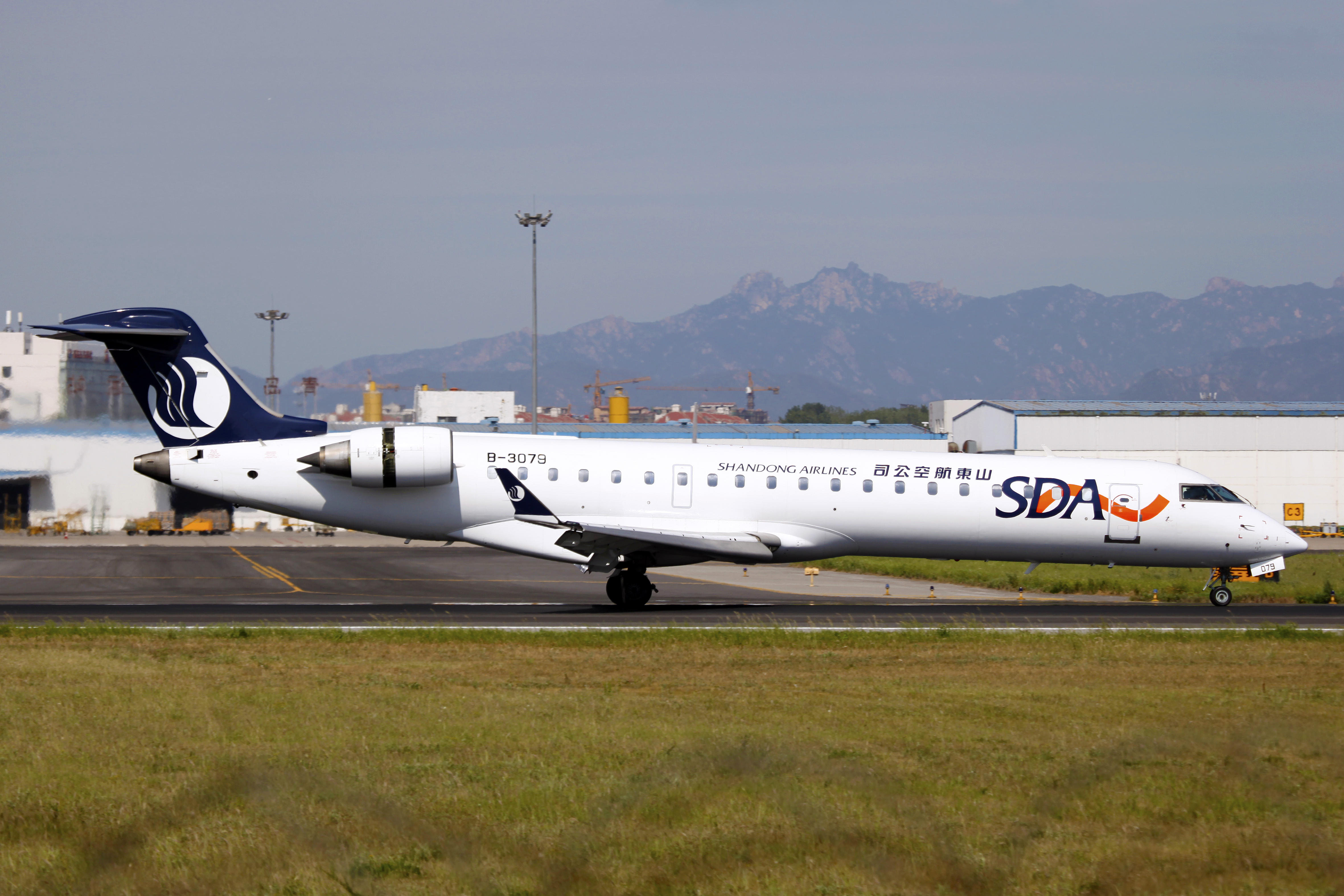
Bombardier CRJ700ER авіакомпанії Shandong Airlines в міжнародному аеропорту Ціндао Лютін

У квітні 2016 року повітряний флот авіакомпанії Shandong Airlines складали наступні літаки: